# Seriola Piubega

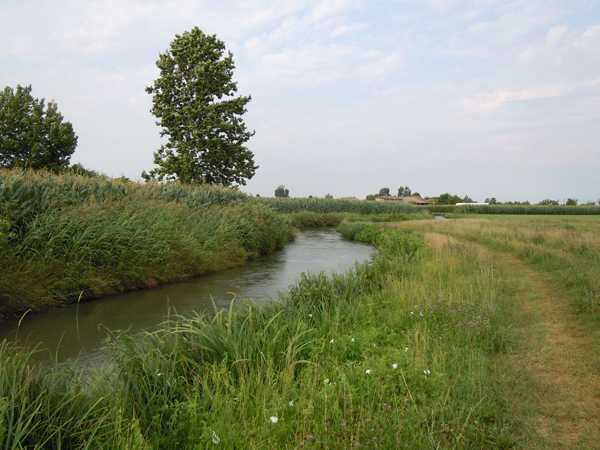
Il torrente Seriola Piubega

La Seriola Piubega è un canale della Lombardia che scorre nella provincia di Mantova e di Brescia, nella zona dell'Alto Mantovano.
Nasce presso la località Lame di Carpenedolo e confluisce dopo 38 km circa nell'Osone a Gazoldo degli Ippoliti, dopo aver attraversato il territorio dei comuni di  Castiglione delle Stiviere, Medole, Castel Goffredo,  Ceresara e Piubega.
Il torrente viene citato in alcuni documenti del XV secolo in cui si fa riferimento ad alcuni diritti ceduti al marchese di Mantova Francesco II Gonzaga.